# آشور نادين أبلي
ما إذا كان هناك أمير أو اثنان وراء
آشور - نادين-أبلي يكتب هكذا maš-šur-SUM-DUMU.UŠ, كان ملك آشور بين 1207 ق.م. - 1204 ق.م. أو بين 1196 ق.م. - 1194 ق.م. التسلسل الزمني القصير). ويرجع سبب التاريخ البديل إلى عدم التأكد من طول فترة حكم أحد الملوك الذين تولوا الحكم لاحقًا، نينورتا آبال إيكور، حيث تتضارب قوائم الملوك بمقدار عشر سنوات. اسمه يعني "Aššur بمعنى مانح العرش للوريث ” في اللغة الأكدية وهو ابن توكولتي نينورتا الأول Tukulti-Ninurta I .

## السيرة الذاتية
لا تزال الأحداث المحيطة بسقوط توكولتي نينورتا محاطة ببعض الغموض. إذ يبدو أن حملاته العسكرية قد وقعت في النصف الأول من سنوات حكمه وتشير الدراسات الحديثة إلى أن ذروة انتصاراته ضد كاشتيلاش الرابع ومدينة بابل وقعت خلال حملتين عسكريتين في السنتين الثالثة عشر والخامسة عشر من حكمه  إذا كان وضع المسميات، وهو نظام التقويم الآشوري، الخاص بإيتل بي آشور وآشور بل إيلاني، إذا كان صحيحًا.
وتسجل نسخ قائمة الملوك الآشورية أن ابنه “آشور نادن Aššūr-nādin أو آشور آبلي nāṣir-apli, قد استولى على العرش (لنفسه) وحكم لمدة ثلاث أو أربع سنوات  years.” ويشير برنكمان إلى أنه “من غير المؤكد ما إذا كان هناك أمير أو اثنان وراء الإرث النصي المتضارب،” لكن غراسيون كان أكثر تأكيدًا حين قال: “يبدو أنه كان هناك اثنين من الأبناء على الأقل.” أن يامادا يرى أن التضارب النصي حدث بعد تولي الخلافة بعد تيكولتي نينورتا الثاني Aššūr-nāṣir-apli II. تختلف الأسماء في حرف واحد فقط في الكتابة المسمارية، حرف (باب) بالنسبة إلى ناصر وحرف (سام) بالنسبة إلى نادين. وتذكر الوقائع بي البابلية أن "آشور ناصر أبلي هو وابنه (مار سو mar-šu) وضباط آشور ثاروا وخلعوه من على عرشه، واحتجزوه في غرفة وقتلوه. 
وكان آشور نادين آبلي (Aššūr-nādin-apli) هو من نجح في الوصول إلى العرش، طبقًا للنقوش النادرة التي عثر عليها، والتي تشمل صورة بالطوب  من آشور (صورة منقوشة)، "(ملكية) قصر آشور نادين آبلي ... " ونصا مطولاً على لوح حجري يشير إلى الاحتفال بذكرى تحويل مسار نهر دجلة إلى شمال المدينة من قبل" العناية الإلهية" لإنقاذ الحقول الزراعية وتشييد المقبرة  وهذا يتناقض مع التقاليد الآشورية، حيث امتدت قائمة الألقاب الملكية لتشمل "الراعي المخلص، التي نال من خلال أمر آلهة آشور، إله الرياح وŠamaš مُنح صولجان السلطة وتم استدعاء اسمه لاسترداد (أو رعاية) الأرض، وأن الملك تحت حماية يد الإله An وأنه من اختيار إله الرياح "إنليل"... ” والتي نستطيع من خلالها أن نستنتج أنه كان يسعى للدعم الإلهي لعرشه المهتز.
وقد تم تحديد مسمى واحدًا فقط يُنسب إلى حكمه دون شك، وهو Erīb-Sîn، الذي يرجع تاريخه إلى عصر الألواح الحجرية. وقد تم العثور على لوح مؤرخ أيضًا بتاريخ هذا العام في تل طابان، وهو موقع يوجد في دولة تاباتو بالقرب من المكان الذي يُطلق عليه حاليًا الحسكة خلال أعمال إنقاذ الحفريات تحت إشراف هيروتوشي نوموتو Numoto Hirotoshi قبل بناء سد في شمال شرق سوريا. وكان ملك تاباتو مسؤولاً آشوريًا رسميًا يُدعى أداد بل جابي Adad-bēl-gabbe الذي تجاوز حكمه حكم أربعة ملوك آشوريين حيث لم تتأثر فترة حكمه على ما يبدو بالاضطرابات التي وقعت في قلب الإمبراطورية. وربما يكون الاسم الذي أطلق على سنته قد تم توثيقه في رسالة من تل عامودا Tell ‘Amuda، وربما هي كوليشيناس Kulišinaš القديمة، ولكن هذا قد يكون آشور نادين آبلي مار ساري، وهو عام سابق خلال فترة حكم توكولتي نينورتا. 
وقد خلفه Aššur-nerari III، الذي كان إما ابنه أو زوج ابنته، وهذا يعتمد مرة أخرى على وجود آشور ناصر أبلي Aššūr-naṣir-apli.

## الكتابات
1. ↑  All three copies of the Assyrian King List agree on his paternal relation.
2. ↑  The Nassouhi King List (NaKL) and the Khorsabad King List (KhKL) say Aššūr-nādin-apli but the Seventh Day Adventist Seminary King List (SDAS) says Aššūr-nāṣir-apli.
3. ↑  The NaKL says three years, while the KhKL and the SDAS say four .
4. ↑  Chronicle P, column 4, lines 10 to 11.
5. ↑  Aynard and Durand, Assur 3/1 1980, Kulušinaš Letter #1 AO19.227.